# Лазаруване
Лазаруване – славянски обичай, разпространен и в България, по традиция се практикува на християнския празник Лазаровден, в събота преди Цветница. Основен обред на празника е лазаруването – обичай с любовно-женитбен характер. Участват девойки над 12 години, наречени лазарки, лазарици.

## Произход
Лазаруването произхожда от древноримския фестивал Розалии и римския празник Флоралии. В началото на пролетта млади мъже и жени се окичвали с венци от цветя, символ на здраве и плодородие. Историците и специалистите по културна антропология смятат, че този празник отразява стар италийски култ към богинята на цветята Флора, широко разпространен в древна Италия, а след експанзията на римляните - и в цялото Средиземноморие. В ранното средновековие, когато славяните се заселват на Балканите, те възприемат римската традиция, обвързвайки я със славянските езически обреди, свързани с култа към нарастващото слънце, известно сред някои славянски народи като Ярило. От името му идва и названието на сезона пролет (чеш. Jaro – пролет). В лазаруването участват млади жени, като символ на почитта към богиня Лада. В по-общ план то е част от стария соларо – хтоничен култ към плодородието. 

## Елементи и особености
В обреда липсват елементи на тайнственост. Лазарките обикалят полето и къщите, играят и пеят песни за любов и жените, за плодородие, здраве и семейно благополучие. Броят им не може да бъде по-малък от четиринадесет – шест от тях, две групи по три, наречени „поялици“, пеят по домовете, други шест – също „поялици“ (пак две групи по три), пеят по пътища, ниви, а две, наречени „шеталици“ играят (шетат) една срещу друга, когато пеят песните по къщите за членовете на домакинството. От „поялиците“, пеещи по къщите първата се нарича „предница“, втората е „средница“ (тя събира парите), а крайната – „задница“. От „шеталиците“ „танчерица“ е тази, която води танца на хорото. Останалите моми, придружаващи лазарките, се наричат „другарки“.
Характерно е обредното облекло на лазарките – невестинско празнично облекло (взето от невести):сая, алена скутачка, невестинско елече, пафти, на главата с бял яшмак (забрадка), а на врата с гердани, пендарки. „Шеталиците“ носят кърпи „кланячки“, с които невестите се кланят на сватбата. В ръцете си носят цветя – теменужки, здравец, иглика, кукуряк, клонки от плодни дръвчета, преди всичко джанки.
Лазарските песни се пеят само на Лазаровден – „греовно е да се пеят и друг ден, че бие град“. На самия ден, събота преди изгрев, лазарките се събират рано на уреченото място (на висок баир) и запяват. Преди да се чуе песента им, всеки трябва да е хапнал нещо – „станувайте, да апнете, да ви лазарици на тратат (изпреварят)“:"Жива била и здрава била, Бела сабото, щото ни е собрала, е Лазаре, сите дружки заедно!" (с. Леска)
След изпяването на песента лазарките тръгват по махалите, накрая обикалят махалата, от която са тръгнали. Най-напред са наредени поялиците, които пеят по пътищата, след тях шеталиците, които играят, след тях поялиците, пеещи по домовете. Минавайки, и ги хвърля върху лазариците. Те повдигат скутите си, за да съберат повече жито. След това го поставят с дясната ръка в джоба на саята, отнасят го вкъщи и го прибират в хамбара с жито.
Лазарките пеят песни за всеки член от семейството. Първо пеят за домакина, който влиза в средата на лазариците. Шеталиците играят с кърпите кланячи. Домакинът ги дарява с пари. Пеят се песни за домакинята, за мома и ерген, за женитба, за малко дете, за млада невяста. В много от къщите канят лазариците най-често с хляб, праз, лук и сол, поставени на маса или трикрак стол в двора. Дават им плодове. В къщите, където има пчели, слагат на месал една паница с мед, друга с вода, в която е сложено яйце. На трапезата се слага и погача.
Лазариците играят в кръг, под такта на песента. След това всяка лазарица взима късче от хляба, потапя го в меда и го изяжда, потапя пръстите си в паницата с вода, намокря ги, намокря и устата си, после се избърсват в престилката на домакинята, за да лепнат пчелите, когато се роят, за да останат на куп у дома, а не да бягат по чужди дворове. Напускайки двора те пеят песен.
На лазарките се дават пари, които те разделят помежду си. Още същата вечер лазарките връщат дрехите на невестите.
Интересното за този обичай в бовския край е т.нар. „мятане“ на кърпа от лазарките на рамото на стопаните при наричането за здраве и берекет. В кърпата домакините връзват желязна пара, за да е „здрава“ годината като желязото и я дават на лазарките.
В Северна България и на други места е традиция стопанинът на дома приел лазарките, освен с пари и дребни подаръци, да ги дарява с яйца, които се събират за предстоящия празник Великден. Затова там освен характерното празнично облекло задължителено се носят и малки кошнички за събиране на дарените яйца.
В миналото на Лазаровден момците от селото са поисквали ръката на своята избраница.